# Aprophata eximia
Aprophata eximia är en skalbaggsart som först beskrevs av Newman 1842.  Aprophata eximia ingår i släktet Aprophata och familjen långhorningar.
Artens utbredningsområde är Filippinerna. Inga underarter finns listade i Catalogue of Life.